# Hautesvignes
Hautesvignes é uma comuna francesa na região administrativa da Nova Aquitânia, no departamento Lot-et-Garonne. Estende-se por uma área de 8,8 km². Em 2010 a comuna tinha 181 habitantes (densidade: 20,6 hab./km²).